# Johannes Christiaan Schotel

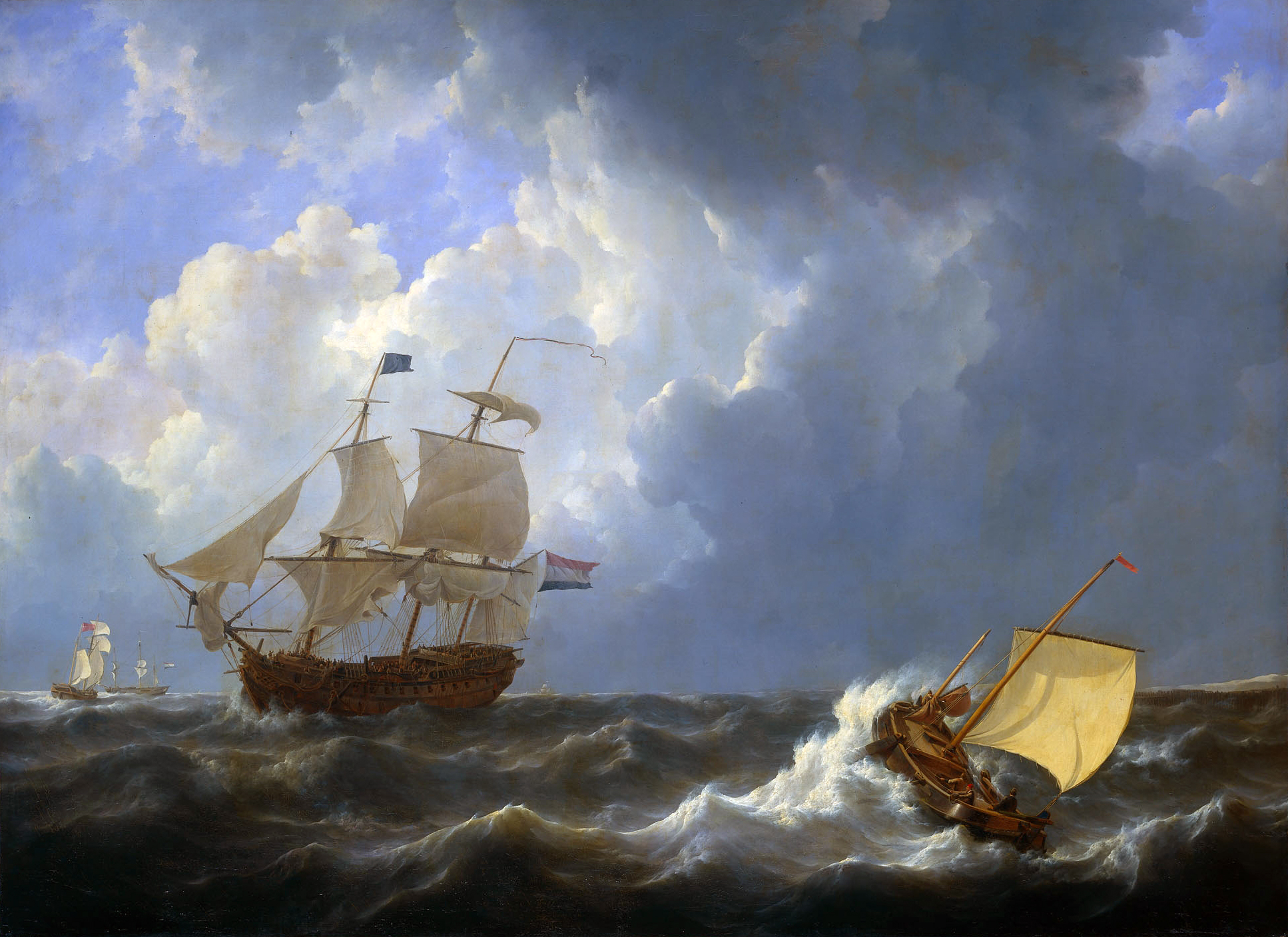
Johannes Christiaan Schotel: Schepen op onstuimige zee (dt. Schiffe auf stürmischer See, 1827)

Johannes Christiaan Schotel (* 11. November 1787 in Dordrecht; † 22. Dezember 1838 ebenda) war ein niederländischer Marinemaler, Radierer und Lithograf.

## Leben
Gemeinsam mit seinem Lehrer Martinus Schouman führte er zwei große Bilder aus, den Rückzug der Franzosen von Dordrecht 1814 und das Bombardement von Algier durch die Holländer und Engländer 1816. In der Folge entwickelte er aber vor allem in Hinblick auf die maritime Naturdarstellung seinen eigenen Stil. Typisch sind seine Darstellungen von Sturm und bewegtem Meer.
Im Dom zu Dordrecht wurde ihm 1840 ein Denkmal gesetzt.
Seine Söhne waren Jacobus Schotel, der eine Biografie seines Vaters verfasste, und Petrus Johannes Schotel, der sich auch als Seemaler betätigte.